# 南肯讷默兰国家公园

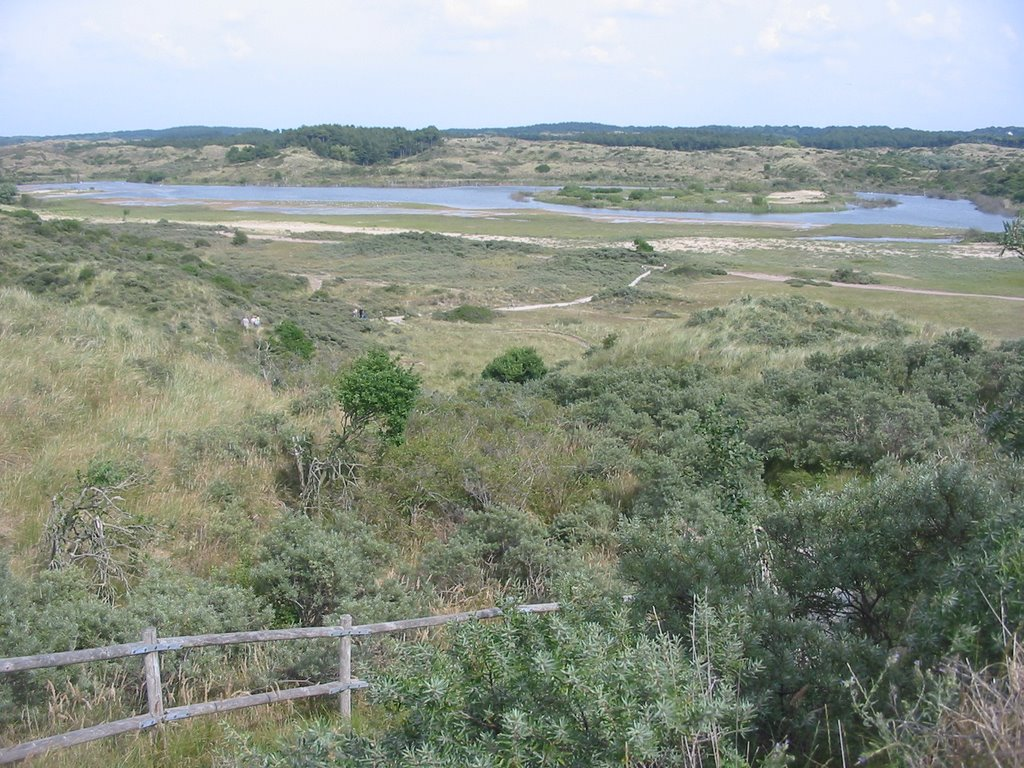

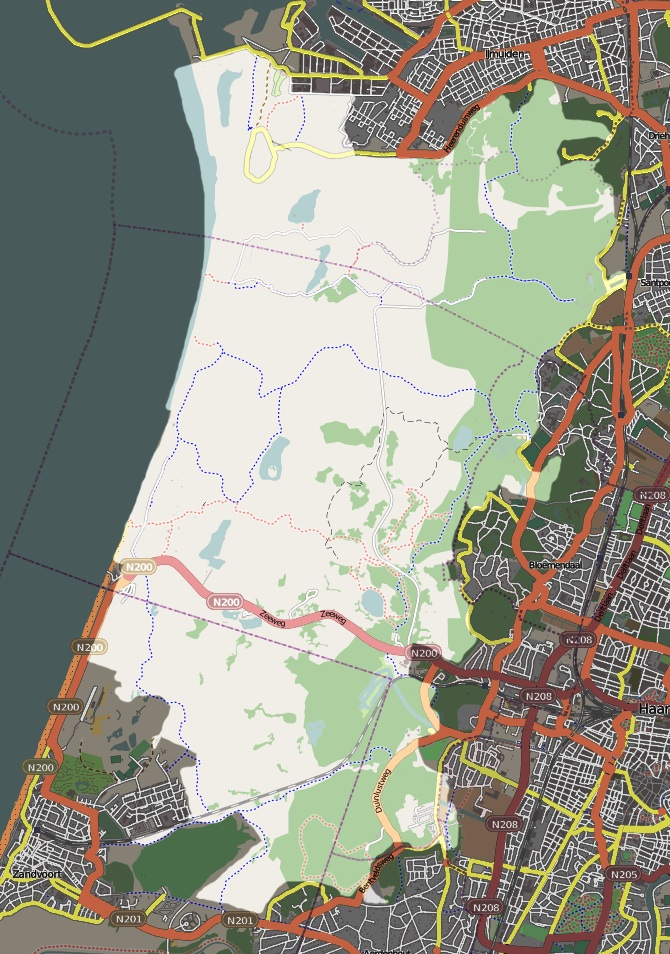

52°25′N 4°35′E / 52.417°N 4.583°E
南肯訥默蘭國家公園（荷蘭語：Nationaal Park Zuid-Kennemerland）是荷蘭的國家公園，位於該國西北部北荷蘭省，涵盖了肯讷默兰地区的南部，鄰近哈勒姆，成立於1995年，面積3.8平方公里，2008年有180萬遊客到訪。